# Stade Émile-Mayrisch
Le stade Émile-Mayrisch est un stade de football et d'athlétisme luxembourgeois basé à Esch-sur-Alzette. 
Ce stade de 4 826 places accueille les matchs à domicile du CS Fola Esch, club évoluant dans le championnat du Luxembourg de football de D1, et le club d'athlétisme du CA Fola Esch.